# Pimpla
Pimpla es un género de avispas parasíticas de la familia Ichneumonidae.
Las especies de Pimpla son endoparasitoides idiobiontes de Holometabola, a menudo de las pupas de Lepidoptera. Por ejemplo Pimpla rufipes (sin. Pimpla instigator) parasita a Pieris brassicae y Lymantria dispar.
En general son avispas robustas con marcas naranja. Las hembras tienen un ovipositor robusto, característico de este género.

## Distribución
De distribución afrotropical, holártica y neotropical.

## Algunas especies
El género incluye alrededor de 200 especies.
- Pimpla aethiops Curtis 1828
- Pimpla apricaria Costa 1885
- Pimpla arcadica Kasparyan 1973
- Pimpla arctica Zetterstedt 1838
- Pimpla artemonis Kasparyan 1973
- Pimpla contemplator (Muller 1776)
- Pimpla coxalis Habermehl 1917
- Pimpla dimidiatus (Townes, 1960)
- Pimpla dorsata (Dalla Torre 1901)
- Pimpla flavicoxis Thomson 1877
- Pimpla glandaria Costa 1886
- Pimpla hesperus (Townes, 1960)
- Pimpla illecebrator (Villers 1789)
- Pimpla insignatoria (Gravenhorst 1807)
- Pimpla melanacrias Perkins 1941
- Pimpla murinanae Fahringer 1943
- Pimpla nigrohirsuta Strobl 1902
- Pimpla processioneae Ratzeburg 1849
- Pimpla rufipes (Miller 1759) - (sin. Pimpla instigator)
- Pimpla sodalis Ruthe 1859
- Pimpla spuria Gravenhorst 1829
- Pimpla stricklandi (Townes, 1960)
- Pimpla turionellae (C. Linnaeus, 1758)
- Pimpla varians (Townes, 1960)
- Pimpla wilchristi Fitton, Shaw & Gauld 1988

## Galería

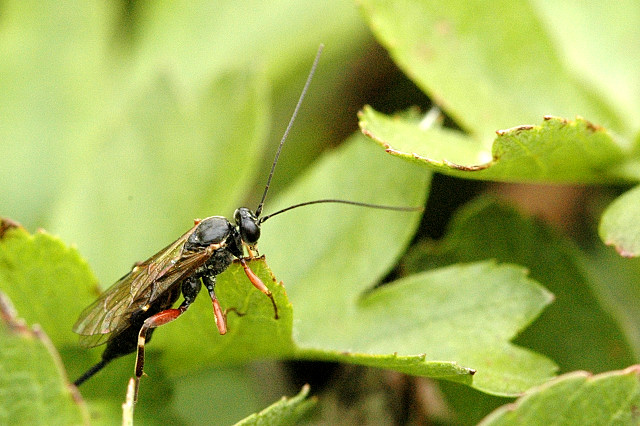
Pimpla turionellae, hembra
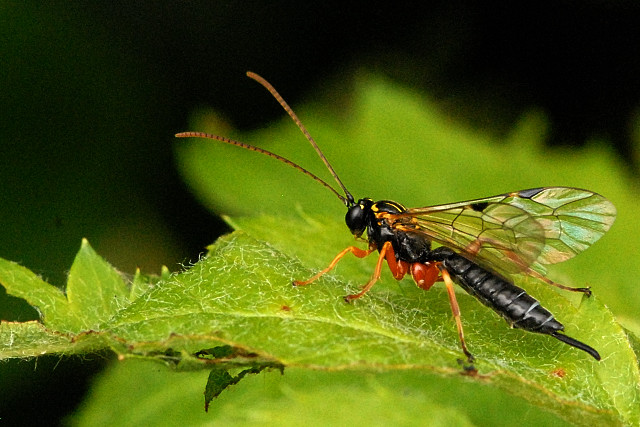
Pimpla ovivora, hembra
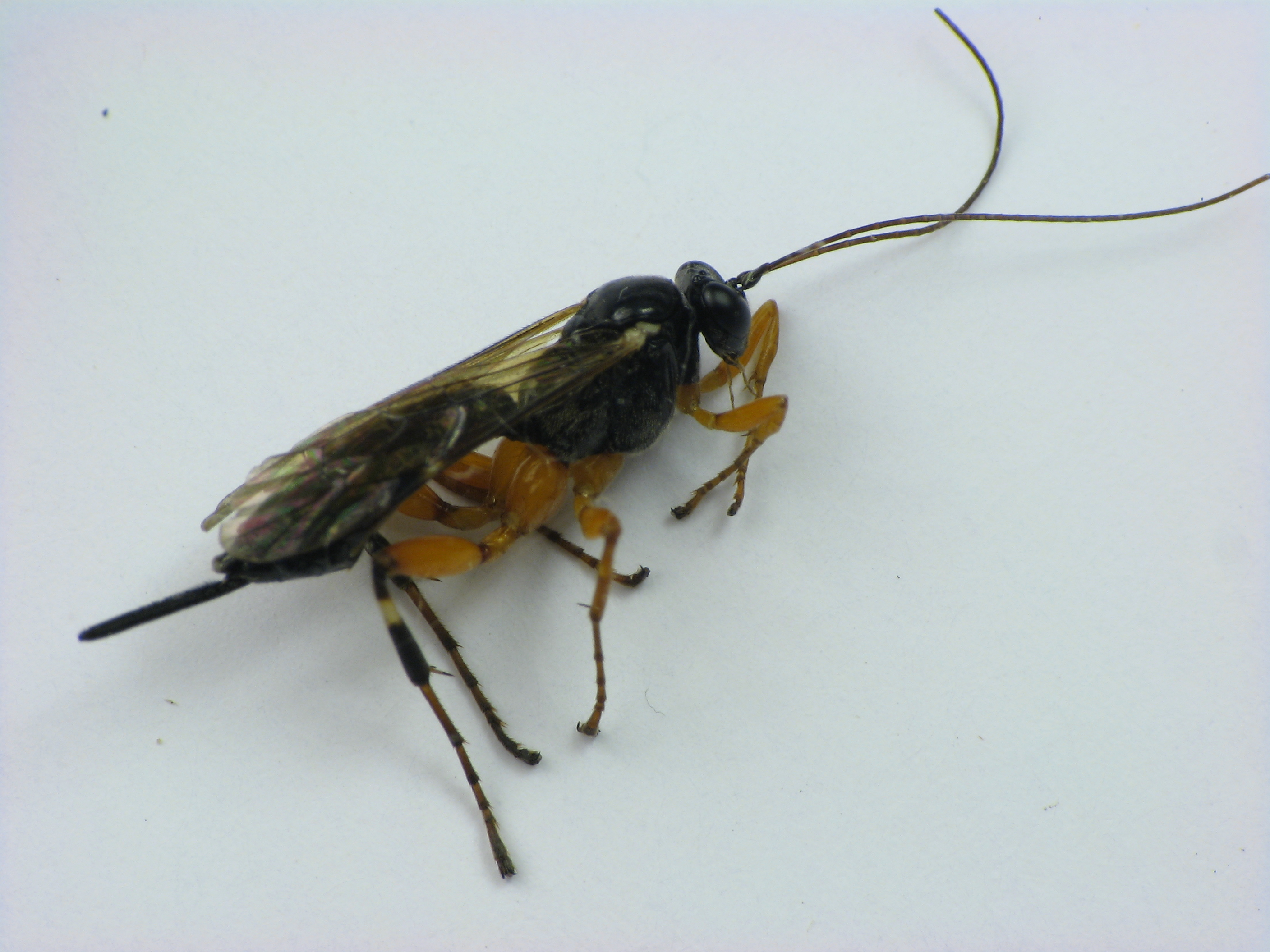
Pimpla sp., hembra